# Evgueni Galperine
Pour les articles homonymes, voir Galpérine.
Evgueni Galperine est un compositeur français d'origine russe et ukrainienne, né en 1974 à Tcheliabinsk en ex-URSS. Fils du compositeur ukrainien Youli Galperine, il est principalement connu pour ses musiques de film, qu'il compose souvent avec son frère, Sacha Galperine.

## Biographie
Evgueni Galperine est né à Tcheliabinsk, en Oural, où il passe sa petite enfance avant de partir pour Kiev avec ses parents et son frère Sacha qui, à l’époque, avait à peine un an. Quatre années plus tard, la famille déménage à Moscou où Evgueni continue ses études d’abord dans un conservatoire d'arrondissement puis au conservatoire Gnessine. À seize ans, toute la famille s'installe en France où Evgueni poursuit des études de composition au conservatoire de Boulogne. Admis au Conservatoire national supérieur de musique et de danse de Paris en 2000, il y étudie l'analyse musicale, l'écriture et la composition. Il enchaîne dès lors avec la composition pour le concert (Beatles Fantasy, Requiem fantastique…), le théâtre et la publicité.
Depuis 2003, il se consacre principalement à la musique de film, d'abord en solo, puis en duo (depuis 2009) avec son frère Sacha Galperine. La carrière des deux frères démarre avec la réalisation de la bande originale composée pour le film L'Homme qui voulait vivre sa vie d'Éric Lartigau.
Si certaines compositions reflètent, par le choix de l’instrumentation et de la rythmique, leurs racines slaves (La Famille Bélier, Malavita ou Nine Lives), d’autres s’en détachent pour s’alimenter de façon autonome. S’inscrivant dans un courant minimaliste, dont les compositeurs Arvo Pärt et Trent Reznor, la musique des deux frères se caractérise par un certain dépouillement et la recherche d'une efficacité émotionnelle. Dans cette veine, la bande originale du film Faute d'amour d'Andreï Zviaguintsev reçoit en 2017, le prix de l'Académie européenne du cinéma (EFA) pour la meilleure musique de film de l'année et le journal Indiewire le classe parmi les dix meilleurs scores de l'année.
Outre le cinéma européen dans lequel ils collaborent avec des réalisateurs tels qu'Andreï Zviaguintsev, François Ozon, Marjane Satrapi, Asghar Farhadi, Luc Besson, Evgueni et Sacha Galperine collaborent également avec des réalisateurs américains comme Barry Sonnenfeld ou Barry Levinson. Par ailleurs leur musique est souvent utilisée dans des films en tant que musique additionnelle : De rouille et d'os de Jacques Audiard, The Hunger Games de Gary Ross, Split de Night Shyamalan, etc.

## Filmographie

### Cinéma

#### Longs métrages

##### Compositions avec Sacha Galperine
- 2009 : The Warrior and the Wolf (en) (Láng zāi jì) de Tian Zhuangzhuang
- 2009 : LAN (en) de Jiang Wenli (en)
- 2010 : L'Homme qui voulait vivre sa vie d'Éric Lartigau
- 2011 : L'Envahisseur de Nicolas Provost
- 2011 : Eva de Kike Maíllo
- 2011 : Les Infidèles de Michel Hazanavicius, Éric Lartigau, Jean Dujardin, Fred Cavayé, Alexandre Courtès, Gilles Lellouche et Emmanuelle Bercot
- 2013 : L'Autre Vie de Richard Kemp de Germinal Alvarez
- 2013 : Malavita de Luc Besson
- 2013 : Les Invincibles de Frédéric Berthe
- 2014 : Madame Bovary de Sophie Barthes
- 2014 : Le Dernier Coup de marteau d'Alix Delaporte
- 2014 : La Famille Bélier d'Éric Lartigau
- 2015 : La Résistance de l'air de Fred Grivois
- 2016 : Toute la vérité de Courtney Hunt
- 2016 : Ils sont partout de Yvan Attal
- 2016 : Ma vie de chat (Nine Lives) de Barry Sonnenfeld
- 2017 : Faute d'amour d'Andreï Zviaguintsev
- 2018 : Les Moissonneurs (The Harvesters) d'Etienne Kallos
- 2018 : Les Fauves de Vincent Mariette
- 2018 : Grâce à Dieu de François Ozon
- 2019 : Radioactive de Marjane Satrapi
- 2019 : Corpus Christi de Jan Komasa
- 2020 : #Jesuislà d'Éric Lartigau
- 2020 : Gagarine de Fanny Liatard et Jérémy Trouilh
- 2020 : Médecin de nuit d'Élie Wajeman
- 2021 : Murina d'Antoneta Alamat Kusijanović
- 2021 : L'Événement d'Audrey Diwan
- 2021 : Des feux dans la plaine (平原上的火焰) de Zhang Ji (zh)
- 2021 : Ce qui reste d'Anne Zohra Berrached
- 2022 : La Dernière Reine (El akhira) d'Adila Bendimerad et Damien Ounouri
- 2022 : Sentinelle sud de Mathieu Gérault
- 2022 : Ma famille afghane de Michaela Pavlatova
- 2022 : La Gravité de Cédric Ido
- 2022 : Cet été-là d'Éric Lartigau
- 2023 : Une affaire d'honneur de Vincent Perez
- 2023 : The Pod Generation de Sophie Barthes
- 2023 : Vivants d'Alix Delaporte
- 2024 : Kraven the Hunter de J. C. Chandor
- 2024 : Quand vient l'automne de François Ozon
- 2024 : Emmanuelle d'Audrey Diwan
- 2024 : La Pampa d'Antoine Chevrollier

##### Compositions solo
- 2005 : Frères d'exil d'Yılmaz Arslan
- 2006 : The Man of No Return (Chelovek bezvozvratnyy) d'Ekaterina Grokhovskaya et Pyotr Stepin
- 2006 : La traductrice d'Elena Hazanov
- 2007 : La Part animale de Sébastien Jaudeau
- 2007 : Enfances
- 2007 : Le Renard et l'Enfant de Luc Jacquet (autres compositeurs : Alice Lewis et David Reyes)
- 2009 : Cœur animal de Séverine Cornamusaz
- 2010 : Tsvetok dyavola d'Ekaterina Grokhovskaya
- 2011 : Carré blanc de Jean-Baptiste Leonetti
- 2012 : Hunger Games de Gary Ross (scène d'ouverture, non crédité)
- 2012 : De rouille et d'os de Jacques Audiard (musique additionelle)
- 2012 : Le Guetteur de Michele Placido (cocompositeur avec Nicolas Errèra)
- 2013 : Le Passé d'Asghar Farhadi
- 2015 : Résistance (Bitva za Sevastopol) de Sergueï Mokritski
- 2016 : Forêt Debussy de Cheng-Chui Kuo
- 2019 : Une grande fille de Kantemir Balagov

#### Courts métrages
- 2003 : Le Trop Petit Prince de Zoïa Trofimova
- 2003 : Le Pays des ours de Jean-Baptiste Leonetti
- 2004 : Le Coma des Mortels de Philippe Sisbane
- 2004 : Un camion en réparation d'Arnaud Simon
- 2005 : Sherlok Kholms i doktor Vatson d'Aleksandr Bubnov
- 2006 : Le livre des morts de Belleville de Jean-Jacques Joudiau
- 2007 : Nuit brève de Corinne Garfin
- 2011 : Tempête dans une chambre à coucher de Laurence Arcadias et Juliette Marchand (coécrit avec Sacha Galperine)
- 2012 : Sherlock Holmes and Little Chimney Sweeps d'Aleksandr Bubnov
- 2012 : Tri Angle de Masha Vasyukova
- 2014 : The Moor de George Kyrtsis (coécrit avec Sacha Galperine)
- 2016 : Lil Buck at Fondation Louis Vuitton d'Andrew Margetson (coécrit avec Sacha Galperine)
- 2017 : Into the Blue d'Antoneta Alamat Kusijanovic

### Télévision

#### Séries télévisées (avec Sacha Galperine)
- 2016-2020 : Baron noir, 3 saisons réalisées par Ziad Doueri, Antoine Chevrollier et Thomas Bourguignon
- 2020 : The Undoing, mini-série de 6 épisodes, réalisée par Susanne Bier et écrite par David E. Kelly
- 2021 : Scenes from a Marriage, mini-série de 5 épisodes, écrite et réalisée par Hagai Levi
- 2022 : Oussekine, mini-série de 4 épisodes écrite et réalisé par Antoine Chevrollier
- 2022 : Esprit d'hiver, mini-série de 3 épisodes écrite par Florence Vignon, coécrite et réalisée par Cyril Mennegun
- 2024 : Becoming Karl Lagerfeld, mini-série de 6 épisodes écrite par Raphaëlle Bacqué, Jennifer Have, Isaura Pisani-Ferry, réalisée par Audrey Estrougo et Jérôme Salle
- 2024 : Mon petit renne (Baby Reindeer), mini-série de 7 épisodes écrite par Richard Gadd, réalisée par Weronika Tofilska et Josephine Bornebusch

#### Téléfilms
- 2009 : La Cité des Roms (documentaire) de Frédéric Castaignède (en solo)
- 2017 : The Wizard of Lies de Barry Levinson (avec Sacha)
- 2018 : Paterno de Barry Levinson (avec Sacha)
- 2020 : Asie Centrale, l'appel de Daesh de Gulya Mirzoeva (avec Sacha)